# Wall Street (IRT Lexington Avenue/métro de New York)
Pour les articles homonymes, voir Wall Street (homonymie).
Wall Street est une station souterraine du métro de New York située dans le Financial District au sud de Manhattan. Elle est située sur l'une des lignes (au sens de tronçons du réseau) principales, l'IRT Lexington Avenue Line (métros verts) issue du réseau de l'ancienne Interborough Rapid Transit Company (IRT), et faisait partie de la toute première ligne de métro souterraine de Manhattan (Manhattan Main Line). Comme son nom l'indique, elle dessert le quartier d'affaires de Wall Street. Sur la base de la fréquentation, la station, qui porte le même nom que celle située sur la Broadway-Seventh Avenue Line (métros rouges) figurait au 63e rang sur 421 en 2012.
Au total, deux services y circulent :
- les métros 4 y transitent 24/7 ;
- les métros 5 s'y arrêtent tout le temps sauf la nuit (late nights).